# Bjarni Kolbeinsson
Bjarni Kolbeinsson, también Bjarni byskup (m. 15 de septiembre de 1223), fue un escaldo y religioso de las Orcadas a finales de los siglos XII y principios del siglo XIII. Era hijo de Kolbeinn hrúgu, un príncipe noruego que vivió en las Orcadas hacia la mitad del siglo XII; su madre era bisnieta del jarl Pablo Thorfinnsson. Bjarni fue ordenado obispo de las Orcadas en 1188. Mantuvo buenas relaciones con Harald Maddadsson, jarl de las Orcadas e inició el proceso de canonización de Ragnvald Kali Kolsson. Los registros históricos le vinculan a cinco procesos diplomáticos en Noruega durante los años 1194, 1208, 1210, 1218 y 1223. Fue intermediario durante el conflicto entre el obispo Juan de Caithness y el papa Inocencio III.
Entre sus obras más importantes destaca Jómsvikingadrápa y aunque no se ha probado su vínculo, por similitudes en su contenido algunos investigadores coinciden que Málsháttakvæði también es de su autoría. Estuvo muy próximo al clan familiar de los Oddaverjar de Islandia y tuvo como amigos en la isla a Hrafn Sveinbjarnarson y Sæmundur Jónsson.
Murió en Noruega el 15 de septiembre de 1223.

## Íslendingabók
En las crónicas islandesas, aparece un bóndi con el mismo nombre, Bjarni Kolbeinsson, padre de un supuesto jarl de Islandia llamado Kolbeinn Bjarnason.